# En pièces détachées
Albums de Johnny Hallyday
À partir de maintenant
(1980) Pas facile
(1981)
Singles
1. Chez madame Lolita - Guerre
Sortie : 6 décembre 1980

En pièces détachées est le 27e album studio de Johnny Hallyday, sorti en janvier 1981.
Enregistré au studio du Palais des congrès à Paris et au studio The Factory à Londres, l'album est réalisé par Eddie Vartan. 

## Histoire
L'album marque un net retour de Johnny Hallyday au rock. En pièces détachées à l'image de sa pochette en noir et blanc signée Jean-Baptiste Mondino,, n'affiche que deux couleurs : grisaille et noirceur.
Tout ici se chante en noir, point de place pour le bonheur, quant aux paradis ils sont artificiels, l'amour se monnaye, les filles de Madame Lolita ne s'offrent pas elles se vendent. Ceux qui se sont aimés ne sont plus que Deux étrangers et ce qui reste de l'amour n'atteint jamais le dessus de la ceinture avec Cette fille-là, à qui on déclare Je peux te faire l'amour mais jamais au grand jamais, je t'aime.
Mais En pièces détachées n'est pas seulement un album rock empreint de blues dans l'âme, il se veut aussi dérangeant : Johnny rockeur s'affirme chanteur français, le revendique, l'assume et, sans complexe, s'inscrit dans la lignée de ses homologues anglais et américains :
« Excusez-moi de ne pas être Américain, Anglais de Liverpool et même pas Canadien, Excusez-moi encore de chanter toujours du Rock'n'Roll, Y a pas que l'Amérique qui fait de la musique, C'est mon premier sentiment patriotique [...] J'suis un rockeur maudit c'est la haine d'être né à Paris »
Monsieur Paul, est une charge contre le monde de la politique et ces (autres) «  showmen », dont le chanteur chante  ne pas craindre la concurrence : 
« [...] Tes sourires, tes discours, on n'y croit pas / On dirait du play back tellement c'est froid / Monsieur Paul tu peux gueuler t'aura jamais ma voix / J'voudrai jamais être un showmen comme toi [...] »
Avec Guerre (adaptation du titre Red, de Sammy Hagar, datant de 1977), Hallyday s'immisce dans l'univers du heavy metal et au son des guitares saturées et de la batterie qui cogne, vocifère, tel un enragé, pour dénoncer les horreurs de la guerre et défendre « la colombe ».
Initialement prévue pour être nommée Lady Cocaïne, à la demande de la maison de disques, souhaitant que les angles soient quelque peu arrondis, la chanson est renommée Lady Divine.

## Autour de l'album
- Référence originale : Philips 6313 126
- édition CD en 2000 en fac-similé, référence originale :

45 tours extrait de l'album :
- 6 décembre 1980 : Chez madame Lolita, Guerre, référence originale : Philips 6010298[9]

## Titres
| 1.  | Deux étrangers (Brave Strangers)                   | Michel Mallory (adaptation) | Bob Seger                        | 5:08 |
| 2.  | Je peux te faire l'amour                           | Michel Mallory              | Serge Houazi                     | 4:06 |
| 3.  | Lady Divine                                        | Michel Mallory              | Johnny Hallyday                  | 3:29 |
| 4.  | Chez madame Lolita                                 | Gilles Thibaut              | Gérard Layani                    | 3:51 |
| 5.  | Excusez-moi de chanter encore du rock and roll     | Michel Mallory              | Mort Shuman                      | 2:21 |
| 6.  | Monsieur Paul                                      | Didier Barbelivien          | Pierre Naçabal                   | 4:00 |
| 7.  | Guerre (Red)                                       | Michel Mallory (adaptation) | John S. Carter (en), Sammy Hagar | 3:54 |
| 8.  | La nuit crie au secours (Everytime I Think Of You) | Georges Terme (adaptation)  | Ray Kennedy, Jack Conrad         | 3:35 |
| 9.  | Cette fille-là                                     | Michel Mallory              | Michel Mallory, Johnny Hallyday  | 3:01 |
| 10. | Le blues, ma guitare et moi                        | Michel Mallory              | Mort Shuman                      | 5:35 |

## Musiciens
Ingénieur du son : Roland Guillotel et Daniel Gauthier.
Arrangements : Hervé Roy pour l'ensemble des titres, sauf Deux étrangers David McKay.

## Classements hebdomadaires
| Classement (2000) | Meilleure position |
| ----------------- | ------------------ |
| France (SNEP)     | 41                 |